# تاریخچه علوم اجتماعی
تاریخچه علوم اجتماعی (به انگلیسی: History of Science Society)، بزرگترین سازمان حرفه‌ای برای پژوهش های تخصصی در تاریخ علم و فناوری است که توسط جورج سارتن (به انگلیسی: George Sarton) و لارنس هندرسون (به انگلیسی: Lawrence Henderson)تأسیس شده است. در درجه اول برای حمایت از نشریات (lsis journal) (به فارسی: مجله ایسیس) که سارتن در سال ۱۹۱۲ (میلادی) این نشریه را منتشر کرد و تا کنون در حال فعالیت است.

در حال حاضر این شرکت بیش از ۳۰۰۰ عضو در سرار جهان دارد و هر ساله در آن کنفرانس سالانه برگزار می‌شود.